# Imagens Jardim do Éden

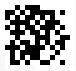
A menor imagem Jardim do Éden conhecida para o Jogo da vida, até o ano de 2005.

No estudo de autômatos celulares, as Imagens Jardim do Éden são configurações que não podem ser obtidas de nenhuma outra configuração anterior. Eles receberam este nome como referência ao Jardim do Éden bíblico, devido ao fato delas não possuírem nenhuma configuração predecessora, devem ser criadas como tal.
Estas configurações foram denominadas por John Tukey nos anos 50, muito antes de John Conway ter inventado o seu Jogo da vida.